# المرواح بني عامر (أسلم)

تعديل مصدري - تعديل

المرواح بني عامر هي إحدى قرى عزلة أسلم الوسط بمديرية أسلم التابعة لمحافظة حجة، بلغ تعداد سكانها 186 نسمة حسب تعداد اليمن لعام 2004.